# حكومة الإبراهيمي الأولى
حكومة الإبراهيمي الأولى هي رابع حكومة في عهد الرئيس الشاذلي بن جديد، واستمرت من 22 يناير 1984 إلى 18 فبراير 1986.

## أعضاء الحكومة
- الوزير الأول : عبد الحميد براهيمي
- رئيس الجمهورية وزير الدفاع : الشاذلي بن جديد
  - نائب وزير الدفاع الوطني مكلف بالتفتيش العام للجيش الوطني الشعبي : العقيد عبد الله بلهوشات

- وزير دولة لدى رئيس الجمهورية: محمد بن أحمد عبد الغني[2]

- وزير المالية : بوعلام بن حمودة عوضه عبد العزيز خلاف ابتداءا من 12 فبراير 1986[3]
- وزير للشؤون الخارجية : أحمد طالب الإبراهيمي
- وزير الداخلية والجماعات المحلية : محمد يعلى
- وزير العدل : بوعلام باقي
- وزير الفلاحة والصيد البحري : قاصدي مرباح
- وزير الإعلام : بشير رويس
- وزير الصناعة الثقيلة: سليم سعدي
- وزير النقل : صالح قوجيل
- وزير التربية الوطنية : محمد الشريف خروبي
- وزير التعليم العالي : عبد الحق رفيق برارحي
- وزير الطاقة والصناعات الكيماوية والبتروكيماوية : بلقاسم نابي
- وزير المجاهدين : جلول بختي نميش عوضه محمد جغابة ابتداءا من 12 فبراير 1986[3]
- وزير البريد والمواصلات : بوعلام بسايح
- وزير التجارة : عبد العزيز خلاف عوضه مصطفى بن عمرو ابتداءا من 12 فبراير 1986[3]
- وزير الشؤون الدينية : عبد الرحمن شيبان
- وزير التكوين المهني والعمل : محمد نابي
- وزير السياحة والثقافة: عبد المجيد مزيان
- وزيرة الحماية الاجتماعية : زهور ونيسي عوضها محمد نابي ابتداءا من 12 فبراير 1986[3]
- وزير الري والبيئة والغابات : محمد رويغي
- وزير الأشغال العمومية :أحمد بن فريحة
- وزير التخطيط والتهيئة العمرانية : علي أوبزار
- وزير الصحة العمومية : جمال الدين حوحو
- وزير الصناعات الخفيفة : زيتوني مسعودي
- وزير الشبيبة والرياضة : كمال بوشامة
- وزير التعمير والبناء والإسكان : عبد الرحمان بلعياط

- نائب وزير مكلف بالصيد البحري بوزارة الفلاحة والصيد البحري : مصطفى بن زازة
- نائبة وزير مكلفة التعليم الثانوي والتقني بوزارة التربية الوطنية: خيرة الطيب
- نائب وزير مكلفا بالتعاون في وزارة الشؤون الخارجية : نور الدين حربي
- نائب وزير مكلفا بالتجارة الخارجية التعاون في وزارة التجارة : محمد أبركان ، ألغي المنصب في 12 فبراير 1986[3]
- نائب وزير مكلفا بالصناعات الميكانيكية والكهربائية والالكترونية في وزارة الصناعة الثقيلة: محمد مازوني
- نائب وزير مكلفا بمواد البناء في وزارة الصناعة الخفيفة : محمد أرزقي أيسلي
- نائب وزير مكلفا بالبيئة والغابات في وزارة الري والبيئة والغابات : عيسى عبد اللاوي
- نائب وزير مكلفا بالبناء بوزارة التعمير والإسكان والبناء : أبو بكر بلقايد
- نائب وزير مكلفا بالميزانية بوزارة المالية : مصطفى بن عمرو، ألغي المنصب في 12 فبراير 1986[3]
- نائب وزير مكلفا بالرياضة في وزارة الشبيبة والرياضة : محمد صلاح منتوري
- نائب وزير مكلفا بالصناعات الكيماوية والبتروكيماوية في وزارة الطاقة والصناعات الكيميائية والبتروكيميائية : حاوسين الحاج
- نائب وزير مكلفا بالعمل بوزارة التكوين المهني والعمل : عمرو عزوز، ألغي المنصب في 12 فبراير 1986[3]
- نائب وزير مكلفا بالسياحة في وزارة الثقافة والسياحة : زين الدين سكفالي
- نائب وزير مكلفا بالتهيئة العمرانية في وزارة التخطيط والتهيئة العمرانية : عبد المالك نوراني

- الأمين العام للحكومة: مولود حمروش[4]